# Eschenheimer Tor
Das Eschenheimer Tor ist ein Platz in Frankfurt am Main am Nordrand der Innenstadt, etwa 400 Meter nördlich der Hauptwache.
Der Platz entstand um 1810 beim Abriss der Frankfurter Stadtbefestigung von 1333 sowie ihrer barocken Bastionen und der Umgestaltung des Befestigungsrings in eine Grünanlage, die Wallanlagen. In seiner Mitte steht der erhalten gebliebene, repräsentativste Torturm der gotischen Stadtmauer, der Eschenheimer Turm (Klaus Mengoz und Madern Gerthener, 1400–1428). Er ist Schauplatz der bekannten Volkssage von dem Neuner in der Wetterfahne. Die Bebauung um den Platz stammt, mit Ausnahme des Volksbildungsheimes (heute Kino mit mehreren Sälen), aus den 1950er Jahren. In der Mitte des Platzes liegt der Goepfert-Brunnen auf einer für Fußgänger unzugänglichen Verkehrsinsel, ein 1968 von Hermann Goepfert gestalteter Brunnen.

## Einmündende Straßen

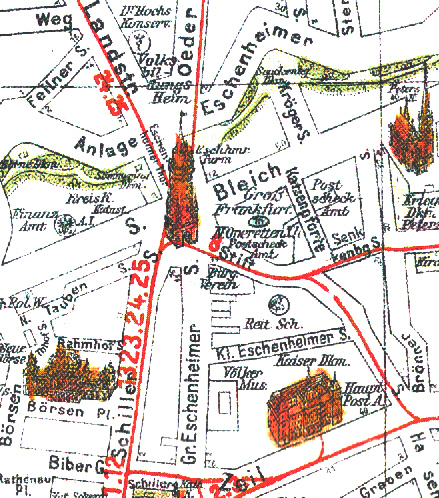
Stadtplan

Der Platz ist heute eine der verkehrsreichsten Kreuzungen der Stadt. Zehn Straßen münden in ihn:
- Intra Muros
  - Die Große Eschenheimer Straße, die Hauptstraße vom alten Stadtkern zum nördlichen Stadttor;
  - die Schillerstraße, Fußgängerzone und an der Frankfurter Wertpapierbörse;
  - die Taubenstraße, die von Südwesten her auf den Platz führt;
  - die Stiftstraße, die nach Südosten zur Einkaufsstraße Zeil und weiter zum Dom führt, hier hatte in den 1950er Jahren die berühmte Prostituierte Rosemarie Nitribitt ihre Wohnung;
- Im Verlauf der ehemaligen Befestigungen
  - die Hochstraße (westlich) und
  - die Bleichstraße (östlich des Tors), die in ihrem geradlinigen Verlauf dem Verlauf der spätgotischen Stadtmauer folgen;
  - die Eschenheimer Anlage (östlich) und
  - die Bockenheimer Anlage (westlich des Tors), die bis heute den gezackten Verlauf der (nicht mehr vorhandenen) Bastionen des 17. Jahrhunderts nachvollziehen,
- Extra Muros
  - der Oeder Weg, der frühere Weg vom Stadttor zum Wasserschloss der Patrizierfamilien Holzhausen und Stalburg, heute eine belebte Geschäftsstraße im Nordend;
  - die Eschersheimer Landstraße, die Fortsetzung der Großen Eschenheimer Straße außerhalb der Mauern und damals wie heute eine der wichtigsten Ausfallstraßen der Stadt.

Die Straßenzüge Hoch- und Bleichstraße (im Uhrzeigersinn) sowie Eschenheimer und Bockenheimer Anlage (dagegen) sind Teil der innersten Ringstraße, des nach den Wallanlagen benannten Anlagenrings oder Cityrings.
Die Kreuzung Eschenheimer Anlage, Bockenheimer Anlage und Eschersheimer Landstraße im nördlichen Platzbereich ist außerdem der Grenzpunkt zwischen den Stadtteilen Innenstadt (südlich), Westend-Süd (nordwestlich) und Nordend-West (nordöstlich).

## Öffentliche Verkehrsmittel

### Lokalbahn
Von 1888 bis 1908 verkehrte zwischen Eschenheimer Tor und Eschersheim eine 5,5 km lange Dampfstraßenbahn der Frankfurter Lokalbahn AG. Die im Volksmund Knochemiehl genannte eingleisige Strecke wurde 1901 an die Stadt Frankfurt verkauft und 1908 elektrifiziert.

### Straßenbahn
Von 1908 bis 1963 war das Eschenheimer Tor ein wichtiger Knotenpunkt der städtischen Straßenbahn. Über die Eschersheimer Landstraße fuhren u. a. die Linien 23 (nach Heddernheim), und die bis 1954 gemeinsam mit der Frankfurter Lokalbahn AG betriebenen Linien 24 (nach Oberursel-Hohemark) und 25 (nach Bad Homburg). Die Abzweigung in den Oederweg wurde von der Linie 12 befahren. Mit Beginn des U-Bahn-Baus 1963 wurde der Straßenbahnverkehr am Eschenheimer Tor eingestellt.

### U-Bahn und Bahnhof

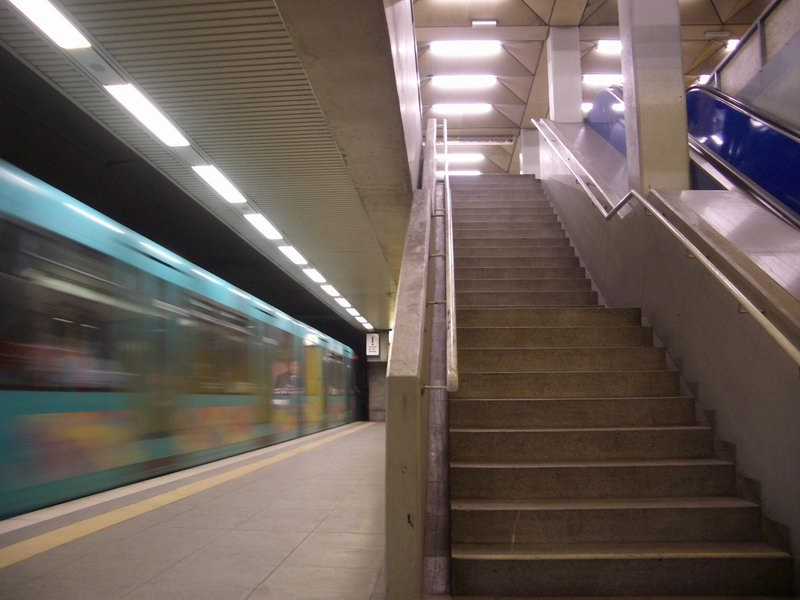
U-Bahnhof Eschenheimer Tor

Unter dem Straßenzug Große Eschenheimer Straße und Eschersheimer Landstraße verläuft seit 1967 die A-Strecke der Frankfurter U-Bahn, die heute von den Linien U1 bis U3 und U8 befahren wird. Der Streckentunnel wurde wenige Meter westlich an den Fundamenten des Eschenheimer Turms vorbeigeführt.
Der U-Bahnhof Eschenheimer Tor liegt direkt unter dem Platz, im Bereich der Wallanlagen. Er entstand ab 1963 und wurde 1968 eröffnet. Die damalige Verkehrsplanung sah eine weitgehende Entflechtung des Fußgängerverkehrs vom Autoverkehr vor. Dementsprechend wurde eine große unterirdische Verteilerebene (B-Ebene) unter dem gesamten Platz angelegt, die nicht nur als Zugang zur U-Bahn dient. Auch die Fußgänger sollten, um den Platz zu überqueren, in die Tiefebene hinabsteigen. Inzwischen bestehen jedoch auch wieder oberirdische Fußgängerüberwege.
Der U-Bahnhof selbst ist im schlichten Stil der 60er Jahre gehalten, gerade Linien und rechte Winkel bestimmen die Gestaltung. Er besitzt zwei Seitenbahnsteige mittlerer Breite, die über feste und Fahrtreppen an die Verteilerebene angeschlossen sind.

## Gebäude

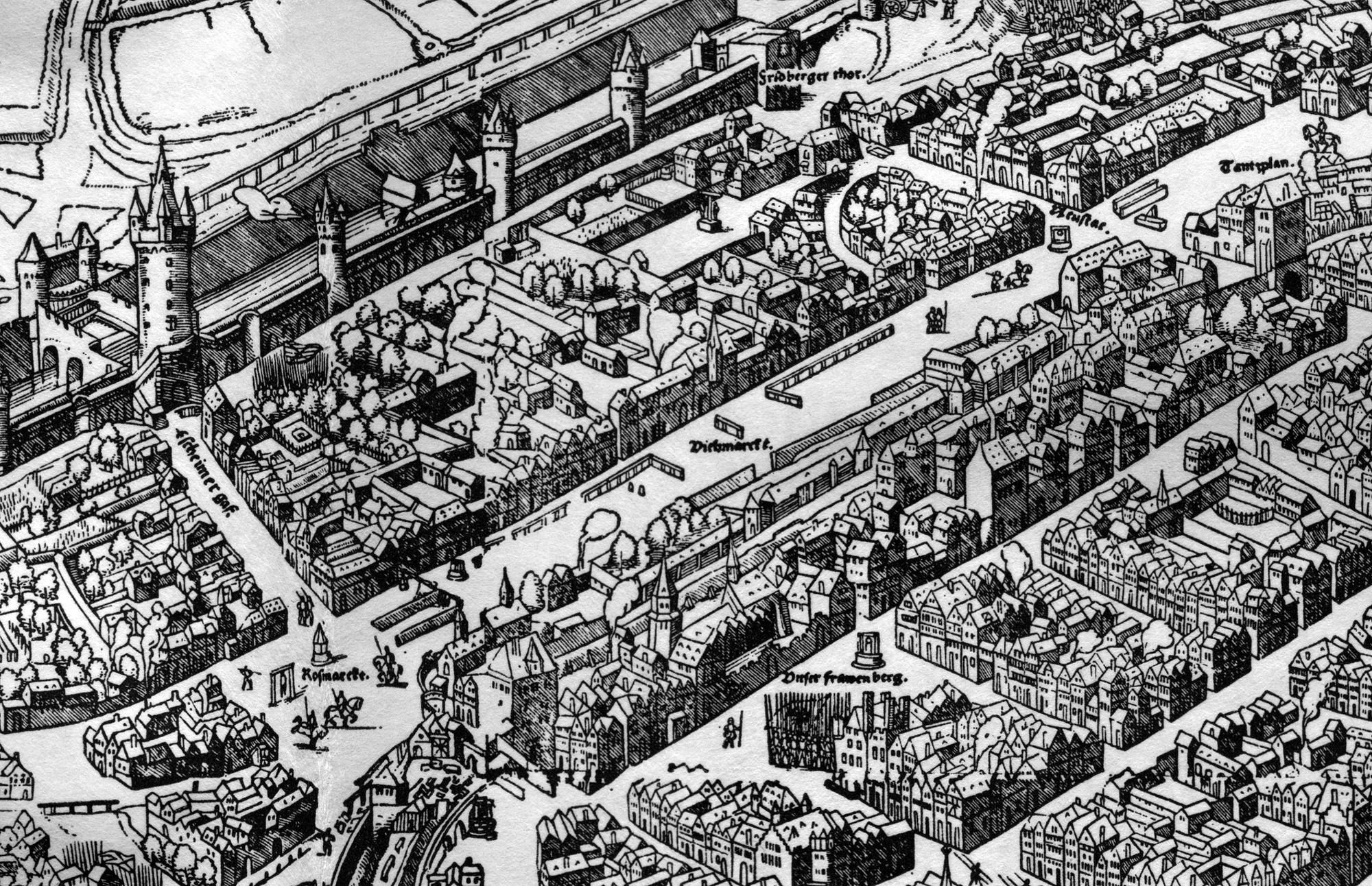
Das Eschenheimer Tor, 1552

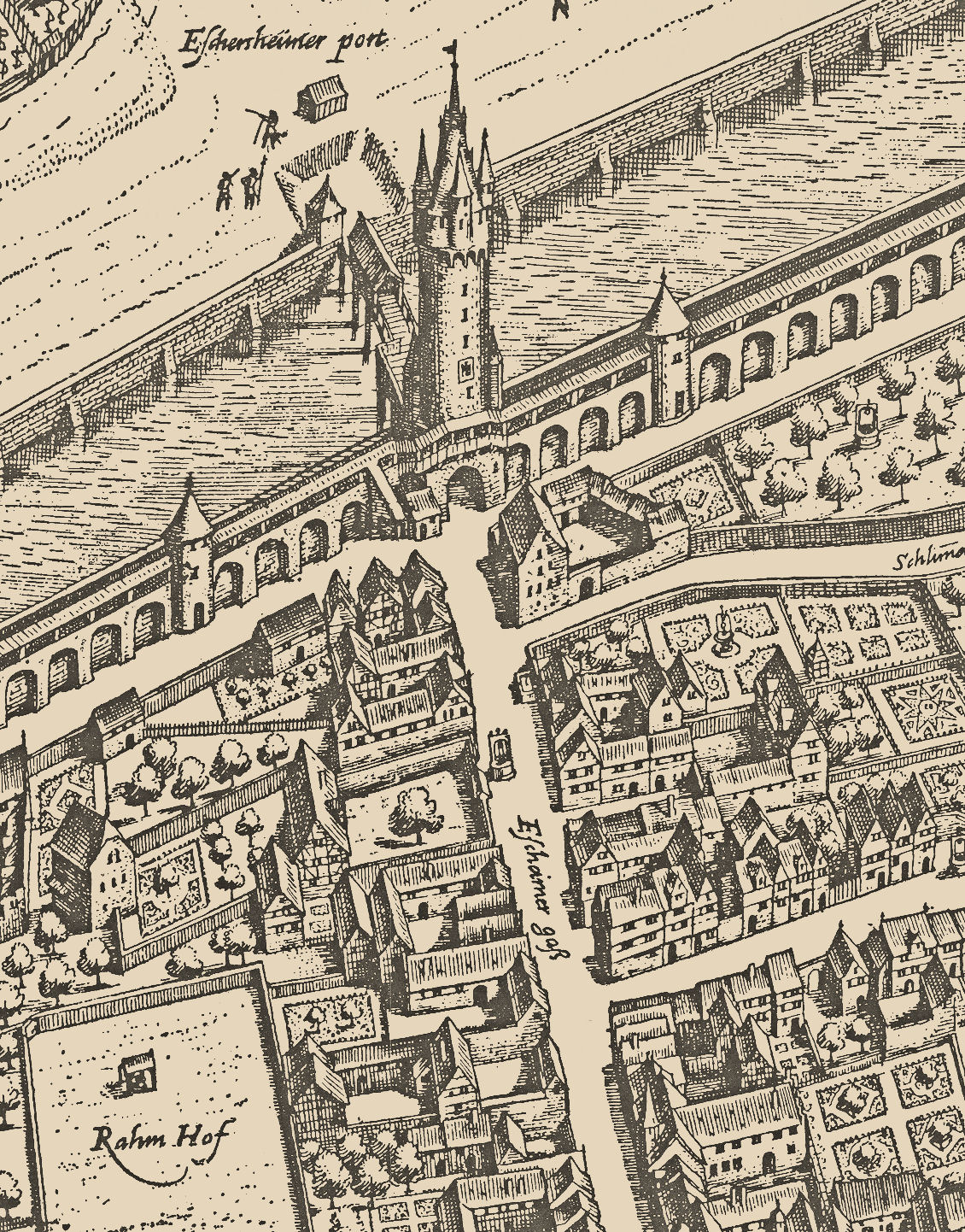
Das Eschenheimer Tor, 1628

### Eschenheimer Turm
Das bekannteste Gebäude am Eschenheimer Tor ist der Eschenheimer Turm, eines der Wahrzeichen der Stadt. Er ist auf den Oeder Weg, zur ehemaligen Holzhausener und Stalburger Oede, ausgerichtet. Der Turm stand etwa 30 Jahre lang unerreichbar auf einer Verkehrsinsel inmitten des Autoverkehrs und wurde erst Anfang der 1990er Jahre an die Fußgängerzone Schillerstraße angeschlossen. Im Erdgeschoss befindet sich seitdem eine Bar mit Restaurant.

### Ehemaliges Volksbildungsheim
An der Nordseite des Platzes, zwischen Eschersheimer Landstraße und Oeder Weg, liegt das ehemalige Volksbildungsheim, in dem sich zeitweise auch das Hoch’sche Konservatorium, von 1963 bis 1995 das Theater am Turm (TAT) und das bekannte TAT-Café befanden. Heute beherbergt es das Großkino (Metropolis). Das repräsentative neobarocke Gebäude entstand 1907-08 nach Plänen von F. Vietze und W. Helfrich. Bis zur Zerstörung 1944 besaß es, wie viele große Gebäude in Frankfurt, ein auffälliges Mansarddach, das nach dem Krieg nicht wiederhergestellt wurde. 1996 bis 1998 wurde das Volksbildungsheim durch das Büro Albert Speer und Partner zum Großkino umgebaut.

### Bayer-Haus
Das Bayer-Haus, die selbstbewusste Repräsentanz des Bayer-Konzerns in der Heimatstadt seines Konkurrenten Hoechst AG, entstand 1953 nach Plänen von Stefan Blattner an der Ostseite des Eschenheimer Tors. Das achtgeschossige Gebäude besitzt ein riesiges, massiv wirkendes und zum Platz hin ansteigendes, weit auskragendes Flachdach. Das sich darunter befindende oberste, sehr hohe Bürogeschoss ist voll verglast und gegenüber der Fassade zurückgesetzt, so dass eine Art Terrasse entsteht. Seit Anfang 2008 befindet sich in dem denkmalgeschützten Gebäude das Fleming’s Hotel Deluxe mit Restaurant in der obersten Etage.

### Turmpalast

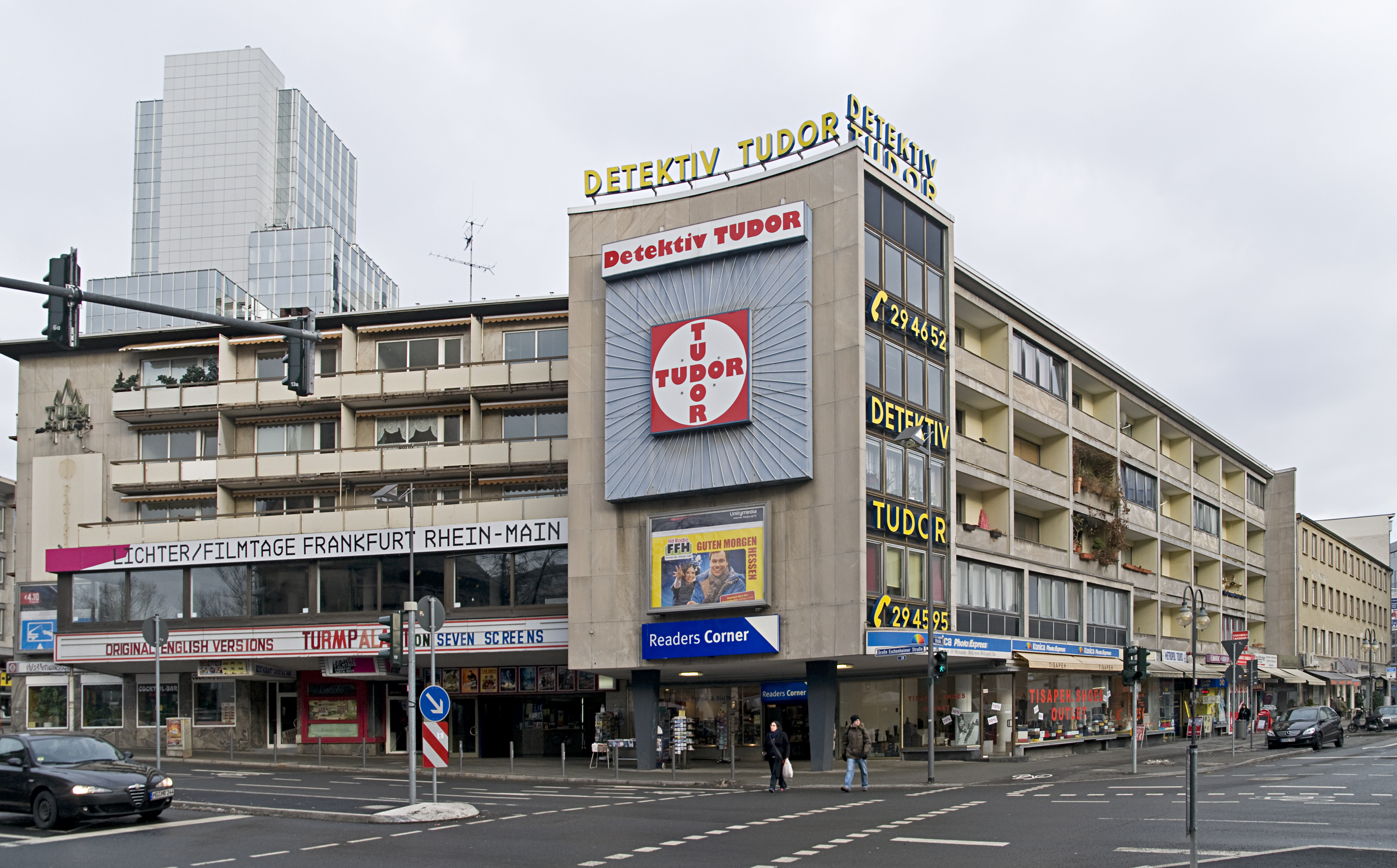
Turmpalast, Januar 2010

Südlich angrenzend, zwischen Bleich- und Stiftstraße gelegen, befand sich ein weiteres großes Kino, der Turmpalast. An seiner Stelle stand das im Kriege zerstörte UFA-Groß-Frankfurt, das 1929 aus dem Umbau des Frankfurter Operettentheaters entstand. Der neue Turmpalast wurde am 30. März 1950 eröffnet und in den folgenden Jahren Ort zahlreicher Filmuraufführungen. Unter anderem wurden hier die Filme Die Sünderin (1951) und Moselfahrt aus Liebeskummer (1953) zum ersten Mal der Öffentlichkeit gezeigt. Das Kino war zuletzt bekannt für das Aufführen von Filmen in unsynchronisierter Originalversion. Der Turmpalast bildete einen Gebäudekomplex mit mehreren Wohnhäusern, von denen eines markante, großflächige Leuchtreklamen besitzt, die den Platz prägen. In einem der Appartements im Gebäudeflügel entlang der Stiftstraße wohnte in den 1950er Jahren die Prostituierte Rosemarie Nitribitt. Ihre Ermordung 1957 ist einer der bekanntesten ungeklärten Kriminalfälle der Nachkriegszeit. Das Kino schloss Ende Juni 2010. Im November 2012 wurde der Gebäudekomplex an der Bleichstraße abgerissen.

### Rundschau-Haus

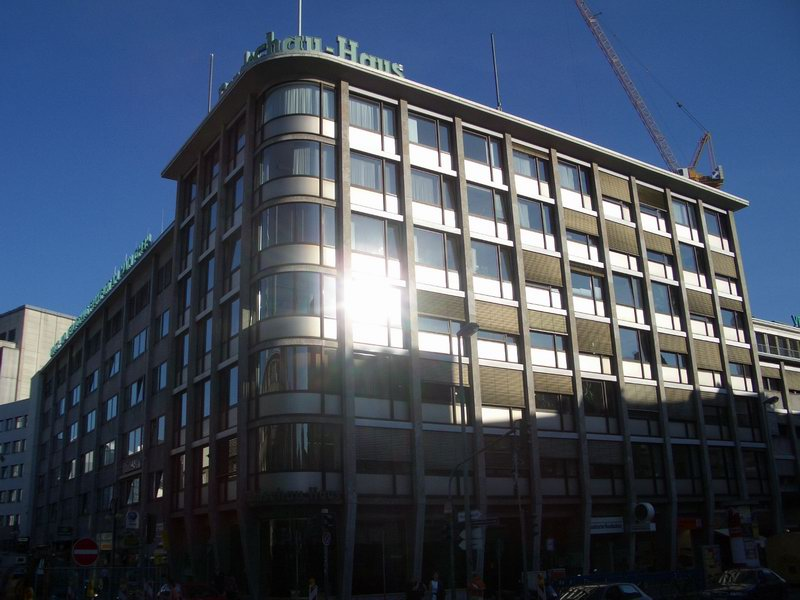
Ehemaliges Rundschau-Haus (2006 abgerissen)

Wiederum direkt südlich davon, an der Ecke Große Eschenheimer und Stiftstraße, lag das Rundschau-Haus, bis Juli 2005 Sitz von Redaktion und Verlag der Tageszeitung Frankfurter Rundschau. (Wilhelm Berentzen, 1953). Es gehörte zu den wertvollsten Beispielen Frankfurter Nachkriegsarchitektur und bildete gemeinsam mit dem benachbarten gründerzeitlichen Geschäftshaus Große Eschenheimer/Schillerstraße den markanten südlichen Abschluss des Platzes. Das Gebäude wurde im Mai 2006 abgerissen. Das ganze Areal zwischen Stiftstraße, Großer Eschenheimer Straße und Zeil wurde im Rahmen des Projektes Palaisquartier neu bebaut. Anstelle des Rundschau-Hauses entstand 2014 bis 2018 ein von Hadi Tehrani entworfener Gebäudekomplex aus Wohnungen, Geschäften und Gastronomiebetrieben.

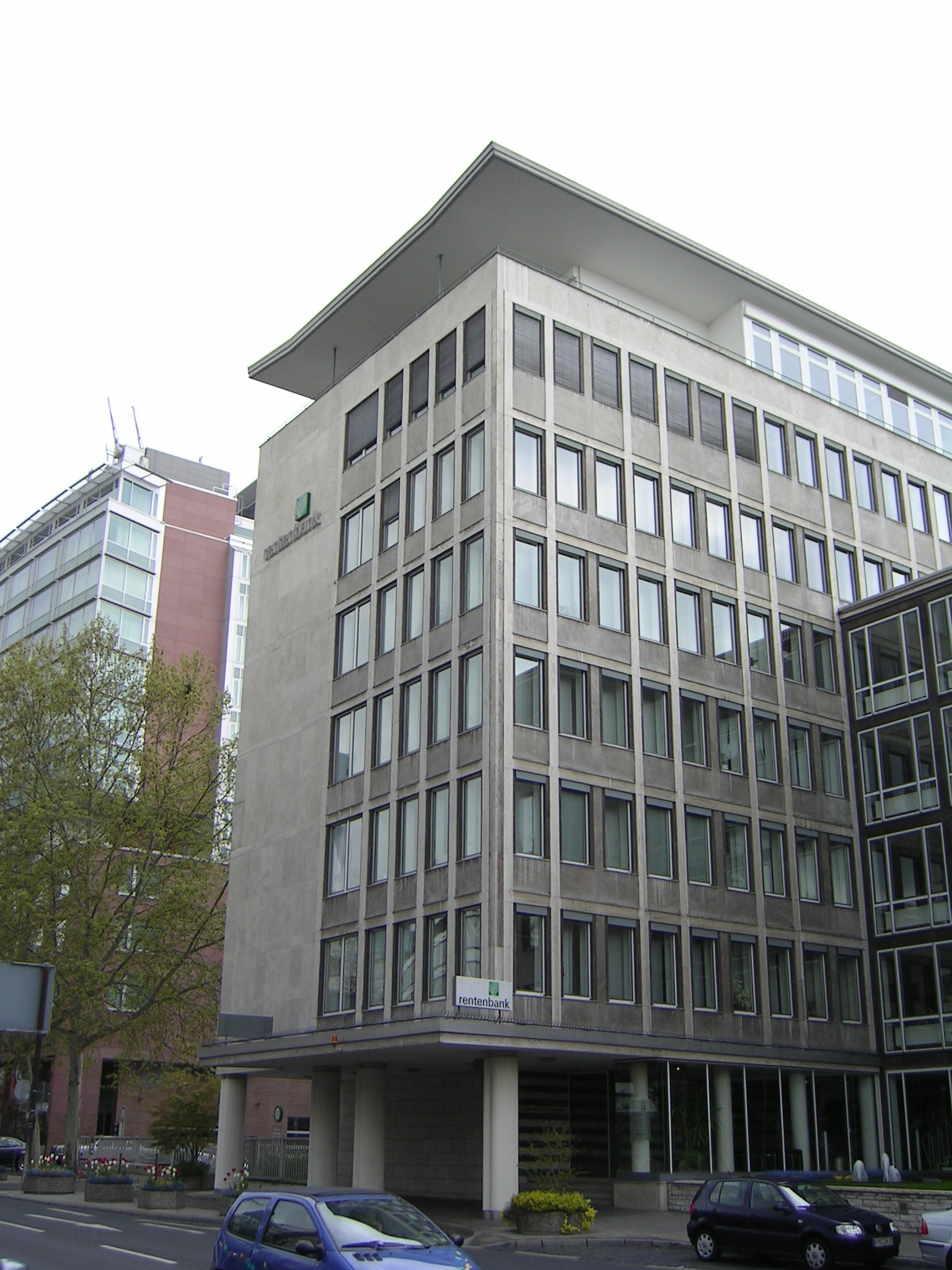
Landwirtschaftliche Rentenbank

### Landwirtschaftliche Rentenbank
Im Westen des Platzes an der Einmündung der Hochstraße steht das 1954 bis 1956 durch die Architekten Rudolf Letocha und William Rohrer unter Mitarbeit von Werner Dierschke errichtete Gebäude der Landwirtschaftlichen Rentenbank. Es besteht aus einem achtgeschossigen Hochhausriegel mit Flugdach und einem langgestreckten fünfgeschossigen Eckflügel an der Einmündung zum Eschenheimer Tor. Das Gebäude steht unter Denkmalschutz.

## Rechtschreibung
Die unterschiedliche Schreibweise der verschiedenen nach dem Stadtteil Eschersheim benannten Objekte ist kein Schreibfehler, sondern eine stadtbekannte Besonderheit:
- Alle Objekte innerhalb der ehemaligen Mauern schreiben sich „Eschenheimer“ (mit n): Eschenheimer Turm, Eschenheimer Tor, Große und (die ehemalige, nicht mehr bestehende) Kleine Eschenheimer Straße, Eschenheimer Anlage;
- Alle Objekte außerhalb der ehemaligen Mauern schreiben sich „Eschersheimer“ (mit rs): Eschersheimer Landstraße, Frankfurt-Eschersheim, Alt-Eschersheim.